# Ixora mercaraica
Ixora mercaraica är en måreväxtart som beskrevs av T.Husain och S.R.Paul. Ixora mercaraica ingår i släktet Ixora och familjen måreväxter. Inga underarter finns listade i Catalogue of Life.